# Верхнеднепровский
Верхнеднепро́вский — посёлок городского типа, крупнейший населённый пункт  Дорогобужского района Смоленской области России. Расположен в 7 километрах от районного центра — города Дорогобужа. Образует Верхнеднепровское городское поселение.

## География
Территория Верхнеднепровского составляет 7,39 кв. км (739 гектаров), на которых расположены жилой фонд посёлка, промышленные предприятия и организации, имеется железнодорожная станция «Азотная», связывающая заводы Верхнеднепровского с крупным железнодорожным узлом Сафоново.

## История
Верхнеднепровский возник между деревнями Харлапово и Ново-Михайловское в связи с началом строительства Дорогобужской ГРЭС.
К востоку от посёлка до Великой Отечественной войны находилась деревня Харлапово, Теперь на этом месте расположена площадка Дорогобужской ТЭЦ.
На северо-западной стороне, за речкой Каменкой, на горе, была старая усадьба деревни Труханово. В 1968 году в этом месте открыли пионерский лагерь «Берёзка» для детей работников Дорогобужской ГРЭС и Дорогобужского котельного завода.
На южной окраине посёлка, перед речкой Вычевкой, расположена деревня Егорьево, мимо которой проходит старинный Бельский тракт. А за Вычевкой на Бельском большаке до войны находилась деревня Михайловское. Образованная в XVII—XVIII веках как сельцо и названное по имени владельца Михаила Храповицкого.
К середине XX века в 2-х километрах к юго-западу от села возникла деревня Ново-Михайловское. В настоящее время деревня является центром Михайловского сельского округа и центральной усадьбой АФ «Днепр».
В 1949 году группа геологов Киевской геологической экспедиции и группа археологов производили раскопки на месте будущего строительства Дорогобужской ГРЭС. Археологи установили, что на берегах рек Каменка и Днепр около 1000 лет тому назад стоял торговый городок Каменск. Вещественными доказательствами явились развалины кирпичных стен, предметы быта. При вскрытии 11 курганов, возвышающихся на берегу Днепра, было обнаружено 18 человеческих скелетов, оружие, нож, металлический шлем, лоскут чёрного материала, топорик, горшок. Археологи определили, что всё найденное принадлежит княжеским воинам 10 — 11 веков. В память о производимых раскопках древних курганов до настоящего времени сохранился земляной вал, на котором установлен памятник В. И. Ленину.
8 декабря 1951 года Советом Министров РСФСР был утверждён проект строительства Дорогобужской ГРЭС. Вместе с началом строительства ГРЭС в 1952 году рядом со стройкой появились первые дома.
К 1954 году посёлок энергетиков и строителей значительно расширил свои границы. Здесь уже работают прачечная, пекарня, баня, детские ясли. ЖКО, столовая, вступает в строй действующая котельная посёлка. Стоится общежитие, клуб. Прокладываются новые улицы. Северо-западнее площади Дорогобужской ГРЭС в здании барачного типа разместились контора строительного управления (СУ-5) и телефонная станция. В этом же году открыта Верхнеднепровская средняя школа № 1, первым директором которой работала Олимпиада Николаевна Чернышова. Растёт численность учащихся. Возрастает количество учителей. Создаются пионерская и комсомольская организации.
В 1956 году в посёлке энергетиков уже построено 36 домов, ведётся строительство уже на 4-х улицах: Строителей, Школьная, Первомайская, Дорогобужская. Также принято в эксплуатацию административное здание, в котором изначально размещались: продовольственный и промтоварный магазины, поселковый совет, агитпункт, отделение почтовой связи, контора СУ-5. Первым председателем поселкового Совета был избран А. И. Борисов.
В этом же году на базе средней школы № 1 создана вечерняя средняя школа рабочей молодёжи. 14 июня 1956 года Указом Президиума Верховного Совета РСФСР посёлок энергетиков был зарегистрирован как рабочий посёлок городского типа и получил имя «Верхнеднепровский».
1957 год — один из важнейших в истории развития посёлка, определивший его будущее как центр промышленного района. В ночь с 24 на 25 августа 1957 года состоялся пуск котла № 1 и турбогенератора № 1 Дорогобужской ГРЭС. Таким образом, первенец большой энергетики Смоленщины положил начало созданию Смоленской энергосистемы. А в 1983 году Дорогобужская ГРЭС была переведена с режима выработки электрической энергии в режим работы теплофикационной станции и стала называться Дорогобужская ТЭЦ.
С конца 1950-х годов в посёлке ведётся строительство кирпичных домов. В 1958 году были сданы в эксплуатацию сад-ясли и общежитие на 100 мест. У жителей Верхнеднепровского появился свой спортзал, построенный во внеурочное время молодёжью и энергетиками ГРЭС.
На базе электростанции вырос Дорогобужский котельный завод. Начало заводу было положено в 1960 году, когда 14 декабря 1969 года был пущен цех водогрейных котлов. В дальнейшем этот цех расширился и в январе 1962 года был преобразован в Дорогобужский котельный завод. После акционирования в 1993 году получил название ОАО «Дорогобужкотломаш».
В 1961 году в посёлке появилась улица Бельская, которая просуществовала до 1968 года, когда была переименована в улицу Комсомольская.
В 1962 году по инициативе комсомольцев ГРЭС за зданием поселкового Совета был разбит парк, который сохранился до сих пор. В этом же году строительным управлением начато строительство Дорогобужского картонно-рубероидного завода. После акционирования в 1993 году он получил название ЗАО «Полимеркровля».
Новый этап в развитии Верхнеднепровского связан со строительством завода азотных удобрений (1963—1965 гг.), с 1994 года носящего название "Производственное объединение «Минудобрения», с 1994 года, после приватизации, ОАО «Дорогобуж». Завод расположен в 5 километрах юго-восточнее посёлка Верхнеднепровского.
С 1965 года в посёлке действует школа искусств. В 1968 году для неё было построено большое современное здание.
В 1966 году с целью подготовки специалистов для завода азотных удобрений на северо-западной окраине посёлка было построено здание технического училища (ТУ-17) с прилегающими корпусами общежития и столовой.
В 1967 году принята в эксплуатацию Верхнеднепровская средняя школа № 2.
9 декабря 1970 года в посёлке Верхнеднепровский вступила в строй большая больница, состоящая из хирургического, терапевтического, родильного (переведено из города Дорогобужа), детского, приёмного отделений. А в июне 1980 года было построено большое четырехэтажное здание поликлиники. В 1972 году в посёлке был построен дворец культуры и спорта «Котельщик», ныне Дом досуга «Лира».
В 1975 году возведён самый большой дворец культуры в Верхнеднепровском — «Химик», ныне Культурный центр ПАО «Дорогобуж».
В 1980 году была сдана в эксплуатацию Верхнеднепровская средняя школа № 3. Это самая большая школа в Верхнеднепровском.
Сегодня, в основном, ведётся коттеджное строительство на западной и юго-западной окраинах посёлка. Новые улицы получили название Дачная и Юбилейная. На западной окраине построен храм во имя святого праведного Иоанна Кронштадтского.
С 2003 по 2006 гг. на Дорогобужской ТЭЦ построена новая газотурбинная установка (ГТУ) мощностью 12 МВт.
В 2008 году проект кольцевой гоночной трассы «Смоленское кольцо» разработан в соответствии с требованиями первой категории Российской автомобильной федерации и второй категории FIA. Осенью начата укладка первого слоя асфальта. Сдача трассы в эксплуатацию первоначально планировалась в 2009 году, но позже была перенесена на середину 2010 года.

## Население
| 1959    | 1970    | 1979    | 1989    | 2002    | 2009    | 2012    |
| ------- | ------- | ------- | ------- | ------- | ------- | ------- |
| 2531    | ↗10 099 | ↗16 163 | ↗16 496 | ↘14 278 | ↘13 299 | ↘12 762 |
| 2013    | 2014    | 2015    | 2016    | 2017    | 2018    | 2019    |
| ↘12 591 | ↘12 392 | ↘12 242 | ↘12 084 | ↘11 897 | ↘11 635 | ↘11 380 |
| 2020    | 2021    | 2024    |         |         |         |         |
| ↘11 247 | ↘10 831 | ↘10 363 |         |         |         |         |

## Экономика
- Завод сложных минеральных удобрений (ПАО «Дорогобуж», входит в компанию «Акрон»).
- Дорогобужская ТЭЦ с котлотурбинными (116 МВт) и газотурбинными (12 МВт) установками.
- Завод котельного машиностроения («Дорогобужкотломаш»).

## Связь

### Мобильная связь
- МТС
- Билайн
- Мегафон
- Tele2

### Интернет
- Интернет67
- Ростелеком
- GBB
- S-net

## СМИ

### Радиостанции
- Радио России — 95.2 МГц
- Радио Ваня — 88.7 МГц
- Радио Для Двоих — 102.5 МГц
- Авторадио — 104.5 МГц
- Радио Инфинити — 100.5 МГц

### Печатные издания
- Газета «Край дорогобужский» (Издается с 16 июля 1917 года. Выходит один раз в неделю, по четвергам.)

## Транспорт
- Грузовая железнодорожная станция Азотная на линии без пассажирского движения Сафоново — Азотная протяженностью 21 км.
- В 15 км к северу от посёлка грузопассажирская ж/д станция Сафоново.
- Выход на региональную автодорогу Р137 Сафоново (М1) — Дорогобуж — Ельня — Рославль (А101).
- Автостоянки, автомойки и три АЗС.

## Культура
- Дом культуры «Лира»
- Культурный центр ПАО «Дорогобуж»
- Взрослая и детская библиотеки
- Музыкальная школа
- Школа искусств

## Образование

### Образовательные учреждения
- МБОУ СОШ № 1
- МБОУ СОШ № 2
- МБОУ СОШ № 3
- Представительство московского Российского нового университета.
- Верхнеднепровский технологический техникум.

### Детские сады
- «Ромашка»
- «Алёнушка»
- «Огонёк»
- «Колокольчик»
- «Теремок»
- Социально-реабилитационный центр для несовершеннолетних «Родник»

## Здравоохранение
- Дорогобужская центральная больница
- Дом престарелых
- Туберкулезный диспансер
- Детский лагерь «Ласточка»
- Девять аптечных пунктов

## Спорт
В посёлке имеются футбольный и хоккейный клубы, хоккейная площадка, каток, физкультурно-оздоровительный комплекс, футбольный стадион, детско-юношеская спортивная школа, различные секции и кружки. Работает два тренажерных зала и два зала тяжелой атлетики. В 25 км от посёлка есть ипподром. К северу от Верхнеднепровского находится гоночная трасса «Смоленское кольцо».

## Достопримечательности
- Православный храм в честь святого праведного Иоанна Кронштадтского[19].
- Усадьба Алексино в 25 км от посёлка. Первое упоминание Алексино относится к 1610 году (как село, пожалованное Михаилу Бартеневу). Было частью вотчины известных землевладельцев Салтыковых. В 1774 году куплено И. С. Барышниковым для графа И. Г. Орлова. В 1794 году в бывшей деревне построена церковь Михаила Архангела
- Неподалёку расположен большой глобус. Глобус имеет высоту 12 метров, диаметр — 10,5 метра и вес 46 тонн. Конструкция глобуса — металлический шар (бывший газгольдер, который использовался для накопления азота, срок использования закончился и руководители компании решили сделать из него глобус — вместо того, чтобы сдать на металлолом). Шар расписывали профессиональные смоленские художники (прошедшие специальную подготовку для работы на высоте) под началом руководителя проекта — дизайнера Михаила Шведова, который и задумал сделать его географической картой мира как своеобразный символ охраны Земли. Сам глобус находится около завода ПАО «Дорогобуж». Завод обозначен на поверхности глобуса маленькой подсвечивающейся точкой.